# 莉萨·雅各布
莉萨·雅各布（英語：Lisa Jacob，1974年5月13日—），美国女子游泳运动员。她曾代表美国参加1996年夏季奥林匹克运动会游泳比赛，获得女子4×100米自由泳接力和女子4×200米自由泳接力金牌。

## 外部連結
- 莉萨·雅各布在国际奥林匹克委员会的资料